# Sbory dobrovolných hasičů v Ústeckém kraji
Jednotku sboru dobrovolných hasičů obce je podle § 68 zákona č. 135/1985 Sb., o požární ochraně,
povinna zřídit každá obec. Mnohé obce jich zřizují více. Své sbory dobrovolných hasičů zřizují též některé průmyslové, dopravní a jiné firmy.
Většina sborů má ve svém názvu buď celá slova Sbor dobrovolných hasičů nebo jen zkratku SDH, některé sbory však mají názvy tvořené jinak.
Sbory dobrovolných hasičů v Česku zastřešuje Sdružení hasičů Čech, Moravy a Slezska (SH ČMS),
sbory v Čechách zastřešuje Česká hasičská jednota.
Jednotky jsou označeny šesticiferným evidenčním číslem (první trojčíslí odpovídá okresu) a podle své velikosti, významu a vybavení se člení do kategorií:
největší jednotky bývají v kategorii II, jiné jednotky v kategorii III, malé jednotky v kategorii V a podnikové v kategorii VI.

## Seznam
Tento seznam obsahuje zatím především sbory uvedené v adresáři SH ČMS. Ve skutečnosti každá obec zřizuje nejméně jeden sbor.

### Okres Děčín
- SDH Varnsdorf[1]
- SDH Velký Šenov
- SDH Hřensko
- SDH Česká Kamenice
- JSDH Děčín Horní Žleb
- JSDH Děčín Staré Město[2]
- JSDH Děčín Boletice nad Labem
- JSDH Křešice
- JSDH Jílové
- JSDH Hřensko
- SDH Labská Stráň
- JSDH Bynovec
- JSDH Mikulášovice
- JSDH Vilémov
- JSDH Šluknov
- SDH Šluknov – Království
- JSDH Rumburk
- a další

### Okres Chomutov
- SDH ESOZ (Střední odborná škola Energetická, stavební, obchodní akademie a zdravotní v Chomutově
- Hasiči města Jirkova
- SDH Kadaň
- SDH Klášterec nad Ohří
- SDH Kovářská
- SDH Vejprty
- SDH Strupčice
- SDH Černovice
- SDH Spořice
- SDH Údlice
- SDH Blatno
- a další

### Okres Litoměřice
- SDH Roudnice nad Labem
- SDH Horní Beřkovice
- SDH Chrášťany (Podsedice)
- SDH Křešice
- SDH Litoměřice
- SDH Budyně nad Ohří
- SDH Chotiměř
- SDH Bechlín
- SDH Polepy
- SDH Terezín
- SDH Bohušovice nad Ohří
- SDH Vědomice
- SDH Brozany nad Ohří
- SDH Klapý
- SDH Hrobce (Židovice)
- SDH Čížkovice
- a další

### Okres Louny
- SDH Černčice
- SDH Žatec
- SDH Obora u Loun
- SDH Postoloprty JPO II/I
- SDH Cítoliby
- SDH Koštice
- SDH Tuchořice JPO II/I
- SDH Líšťany JPO II/I
- SDH Libčeves JPO II/I
- SDH Lenešice
- SDH Libočany
- SDH Ročov
- SDH Dobroměřice
- SDH Domoušice
- SDH Hřivice/Touchovice
- SDH Smolnice
- a další...

### Okres Most
- SDH Braňany
- SDH Lom
- SDH Obrnice
- SDH Skršín
- a další

### Okres Teplice
- SDH Proboštov
- SDH Bílina
- SDH Krupka
- SDH Dubí
- SDH Žalany
- SDH Mikulov
- a další

### Okres Ústí nad Labem
- SDH Chlumec (okres Ústí nad Labem)[3]
- SDH Mojžíř
- SDH Povrly
- SDH Stebno
- SDH Svádov
- a další